# Stéphane Tarnier
Étienne (dit Stéphane) Tarnier, né le 29 avril 1828 à Aiserey et mort le 23 novembre 1897 à Paris, est un médecin et obstétricien français. Chef de file de l'école française d'obstétrique de la fin du XIXe siècle, il est considéré comme un pionnier de l'hygiène des accouchées et des nouveau-nés.
Il est surtout connu pour la mise au point de la première couveuse, et pour avoir inventé le forceps qui porte son nom.

## Biographie

### Origine et formation
Il est le fils d'Étienne Tarnier (1796-1866), officier de santé qui exerce à Arc-sur-Tille près de Dijon. Sa mère est Jeanne Tarnier, née Jouy (1807-1888).
Il obtient son baccalauréat en lettres en 1846 et en sciences physiques en 1847. Il s'inscrit à l'école secondaire de médecine de Dijon (intégrée dans l'Université de Bourgogne au XXe siècle),.
En 1848, il continue ses études de médecine à Paris. Il est reçu externe en 1850, et second au concours de l'internat de 1853, devant Léon Le Fort. Il obtient son doctorat en 1857.

### Carrière
En 1860, il est agrégé de chirurgie dans le domaine des accouchements. Il donne des cours d'accouchements, remplaçant occasionnel de titulaires de chaires. Il est chargé du cours d'accouchement des élèves sages-femmes de 1864 à 1868. En 1867, il devient chirurgien en chef de la Maternité.
Pendant la guerre de 1870, il est chargé d'ambulances militaires durant le siège de Paris.
En 1884, il est nommé professeur d'accouchement, des maladies des femmes en couches et des enfants nouveau-nés, à la Faculté de médecine de Paris en 1884, en remplacement de Charles Pajot (1816-1896).
En 1889, il est titulaire de la première chaire de clinique d'accouchement, jusqu'à sa mort en 1897, où il est remplacé par Pierre Budin (1846-1907). Il a été inhumé au cimetière de Dijon.
Stéphane Tarnier est resté célibataire, et surnommé pour cela « Stéphane-le-mal-armé ». Certains de ses élèves furent pour lui des amis intimes, dont Pierre Budin et  Adolphe Pinard (1844-1934).

## Travaux
Ses travaux concernent principalement l'hygiène des accouchées, l'hygiène des nouveau-nés, et les opérations obstétricales.

### Fièvre puerpérale
La fièvre puerpérale exerce ses ravages au cours du XIXe siècle. Dans les années 1860, il meurt une accouchée sur 12 dans les hôpitaux de Paris, contre une sur 178 en ville.
Dans sa thèse de 1857 Recherches sur l'état  puerpéral et sur les maladies des femmes en  couches et dans un livre en 1858 La  fièvre puerpérale observée à l'hospice de la Maternité, Tarnier envisage la fièvre puerpérale comme une maladie contagieuse réalisant un empoisonnement du sang, dont la transmission se fait par voie aérienne, c'est-à-dire par les poumons.

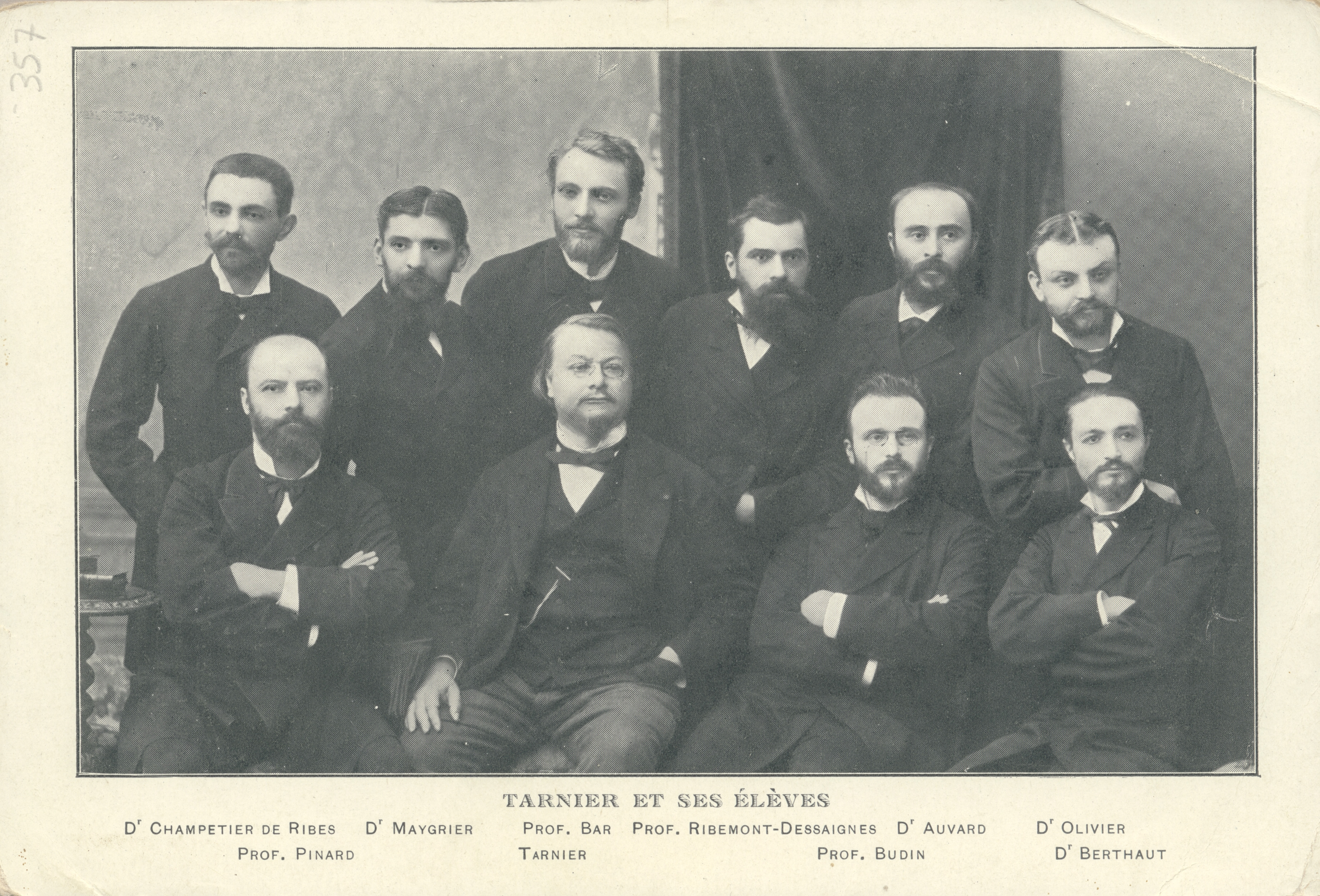
Tarnier et ses élèves, date inconnue.

Cette thèse est fausse par rapport à celle d'Ignace Philippe Semmelweis (1818-1865), dont il n'est pas certain que Tarnier en avait connaissance à l'époque. Semmelweis établit en effet que la contagion s'établit par contact direct, par les mains souillées, en proposant des premières mesures d'asepsie (lavage des mains).
Comme cela arrive parfois en médecine, partir d'une idée fausse peut aboutir à de bons résultats. Pour lutter contre la transmission aérienne, Tarnier propose de séparer les accouchées infectées des accouchées saines, en les plaçant dans des pavillons isolés avec personnel séparé dédié. Cette mesure ne fut appliquée qu'à partir de 1870, mais elle a permis d'abaisser la mortalité hospitalière des accouchées de 9 à 2 %, sans emploi d'asepsie.
Après les découvertes de Louis Pasteur (1822-1895) et les pratiques d'asepsie par Joseph Lister (1827-1912), il recommande à ses élèves – dont Paul Bar (1853-1945)  et Jacques Amédée Doléris (1852-1938) – de les mettre en application. La bactériologie médicale fait alors partie de l'enseignement de la chaire d'obstétrique, sous l'égide de Tarnier, un laboratoire est créé dans son service, Doléris en étant le premier préparateur (technicien de laboratoire) de 1881 à 1883.
En 1880, son élève Doléris publie sa thèse sur l'emploi de compresses imbibées de solution phéniquée sur les parties génitales externes des accouchées, ce qui entraine une nouvelle chute de la mortalité de 2 à 0,3 %. Tarnier utilise par la suite des injections vaginales et des instillations intra-utérines de dérivés mercuriels (sublimé, biodure de mercure...).
En 1890, il fait la synthèse de ses travaux dans un ouvrage imposant L'Antiseptie en Obstétrique. Des critiques se font alors de plus en plus nombreuses et virulentes, car ces instillations sont dangereuses. Tarnier finit par y renoncer en écrivant : « Le sublimé est le plus puissant des antiseptiques ; malheureusement, il est toxique et son maniement doit être très surveillé. Je ne m'en sers plus jamais pour les   injections intra-utérines, par crainte d'une intoxication mortelle ».

### Forceps

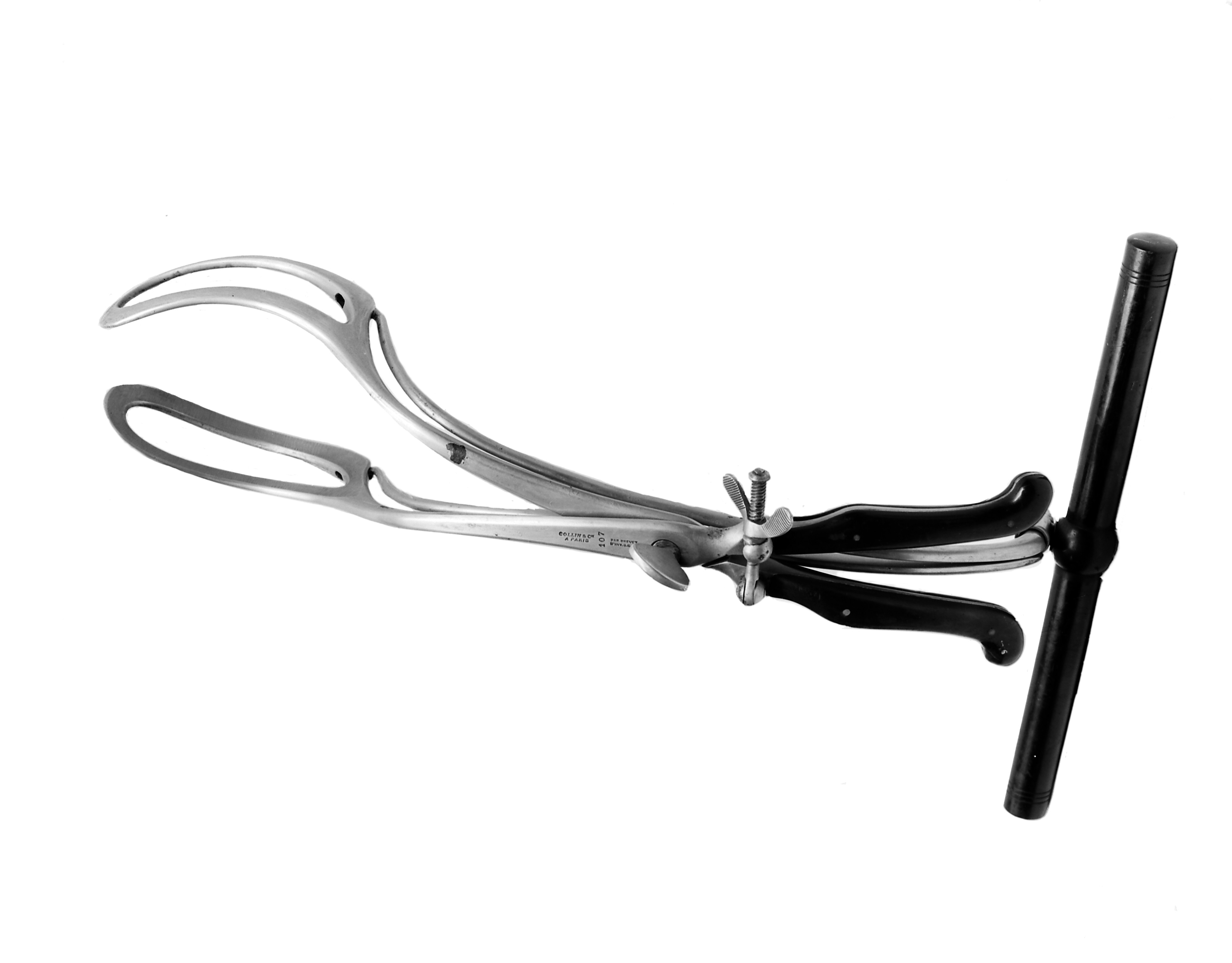
Forceps de Tarnier avec son système de traction.

Le nom de Tarnier est resté attaché au forceps de son invention, toujours utilisé au début du XXIe siècle dans les pays francophones. En 1877, il améliore le forceps de Levret (1703-1780). Il démontre que ce forceps classique, loin d'être parfait, ne permettait pas de bien tirer dans l'axe du bassin maternel.
En collaboration avec un ferronnier et un colonel d'artillerie, il ajoute au forceps classique un « tracteur » ou système de traction en 3 parties : une tige horizontale articulée avec une tige verticale intermédiaire, elle-même articulée avec le centre d’un palonnier sur lequel s’effectue la traction des deux mains. Toutes ces pièces articulées mobiles laissent le jeu des branches courbes du forceps, indépendant de la traction. Il est alors possible d'effectuer des tractions dans l'axe du bassin, avec économie de forces, tout en respectant la liberté d'orientation de la tête fœtale.
Il invente aussi d'autres instruments obstétricaux, comme le basiotribe destiné à l'embryotomie sur enfant mort in utero. Il s'agit d'un instrument combinant le céphalotribe (pince broyeuse de la tête fœtale) avec un perforateur,, présenté en 1883 à l'Académie de médecine.

### Couveuse

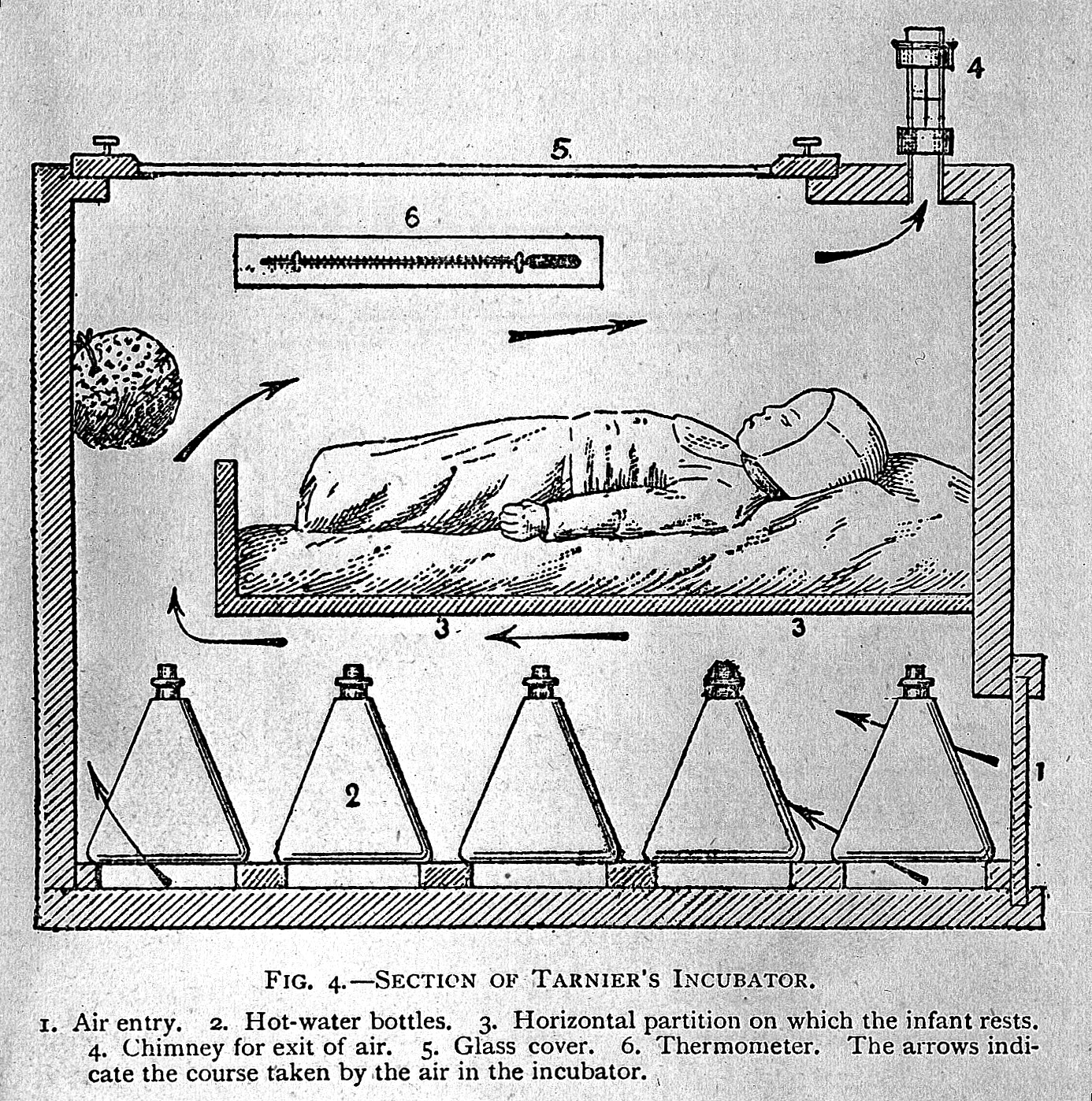
Coupe de l'incubateur de Tarnier, illustration d'une édition anglaise de Pierre Budin, The Nursling (1907). 1) entrée de l'air 2) bouteilles d'eau chauffée 3) couchette de l'enfant 4) sortie de l'air 5) fenêtre vitrée 6) thermomètre. Les flèches indiquent le trajet de l'air.

Vers 1862, il invente un dilatateur intra-utérin (ballonet gonflable) pour pratiquer l'accouchement prématuré, afin de faire naitre l'enfant avant qu'il ne grandisse trop pour un accouchement naturel, alors impossible ou trop dangereux en cas de dystocie osseuse.
Pour les bébés prématurés, il a aussi imaginé la couveuse  ou incubateur. Il aurait eu l'idée en regardant des couveuses pour oiseaux exotiques du jardin d'acclimatation de Paris en 1870. Cette idée est appliquée à partir de 1880 à la clinique qui portera son nom. L'incubateur de Tarnier est une caisse en bois munie de réservoirs d'eau chauffée par une lampe à alcool, où l'enfant est maintenu dans une atmosphère de température à peu près constante de 37° C.
Il veille aussi à la nutrition des nouveau-nés : en 1879 il utilise le lait de chèvre et le lait d'ânesse, avant de s'en tenir au lait de vache. Ses travaux seront repris et corrigés par son élève Pierre Budin, pionnier de la médecine périnatale moderne.

### Autres
Pour les femmes enceintes en situation de pré-éclampsie, il préconise un traitement préventif de l'éclampsie par un régime lacté exclusif (ce qui n'a pas été confirmé par la suite).
Le 28 décembre 1895, Wilhelm Röntgen (1843-1925) découvre les rayons X. Cette découverte fait aussitôt l'objet d'un engouement grand public (attractions dans les cafés en vogue, grands magasins, fêtes foraines...) au même titre que le cinématographe. En 1896, Tarnier est le premier à organiser dans son service une conférence sur les rayons X, ce qui lui vaut des reproches du doyen de la Faculté de médecine pour avoir autorisé la présentation d'une « mystification ».

## Éponymie
La plupart des termes (instruments, manœuvres...) n'ont d'intérêt qu'historique, :
- Ballon de Tarnier : ballonnet en caoutchouc introduit dans l’utérus et gonflé pour dilater le col utérin et déclencher le travail de l'accouchement.
- Basiotribe de Tarnier : instrument constitué d'un perforateur, de deux branches et d'une vis d'écrasement pour broyer la base du crâne d'un fœtus mort in utero.
- Dilatateur de Tarnier : instrument à deux ou trois branches pour dilater le col utérin.
- Embryotome de Tarnier : embryotome à guillotine, instrument à trois branches, dont la médiane est coupante et les deux latérales préhensives.
- Forceps de Tarnier : forceps à branches croisées, avec articulation médiane attachée à un tracteur.
- Forceps-scie de Tarnier : forceps équipé de deux scies entrainées par des chaines.
- Loi de Tarnier : Loi selon laquelle l'accouchement par les voies naturelles est impossible s'il existe un kyste de l'ovaire prævia (bas situé) d'un volume supérieur à celui d'un œuf de poule.
- Manœuvre de Tarnier : manœuvre externe qui consiste à exercer une pression sur le siège pour tenter de transformer une présentation de la face en présentation du sommet.
- Manœuvre de Van Huevel[16]-Tarnier : extraction de la tête dernière d'un fœtus hydrocéphale se présentant par le siège.
- Signe de Tarnier : 1) effacement de l'angle entre les segments supérieur et inférieur de l'utérus au cours de la grossesse, et qui indiquerait un avortement imminent. 2) lorsqu’un écoulement vaginal aqueux chez une femme enceinte augmente à la pression du fond utérin, il s'agit d'une perte de liquide amniotique.
- Soluté de Tarnier : antiseptique local constitué d'une solution faible de Lugol contenant 0,15 g d'iode et 0,30 g d'iodure de potassium pour 100 g d'eau.
- Technique de Tarnier : rotation manuelle d’une présentation céphalique de variété postérieure en variété antérieure.
- Théorie de Tarnier : explication de la rotation intrapelvienne de la tête fœtale au cours de l’accouchement selon laquelle le front du fœtus, plus large que l’occiput, est refoulé vers l’arrière au contact des parois pelviennes.

## Publications principales
- Thèse de doctorat : Recherches sur l'état puerpéral et sur les maladies des femmes en couches, Paris, 1857, 76 p.
- De la fièvre puerpérale observée à la Maternité de Paris, Paris, J.B. Baillière, 1858, 204 p.
- Thèse d'agrégation : Des cas dans lesquels l'extraction du fœtus est nécessaire et des procédés opératoires relatifs à cette extraction, Paris, Martinet[17], 1860, 228 p.
- Physiologie et hygiène de la première enfance considérée surtout au point de vue de l'alimentation, avec Gustave Chantreuil[18], Paris, Lauwereyns, 1882, 250 p.
- De l'asepsie et de l'antiseptie en obstétrique. Leçons professées à la clinique d'accouchements, recueilllies et rédigées par Julien Potocki (1860-1933), Paris, Georges Steinheil, 1894, 839 p.
- Traité de l'art des accouchements, avec Gustave Chantreuil, Paris, 1882 ; puis avec Pierre Budin.

## Honneurs et distinctions
- Membre de la Société d'anatomie (1854).

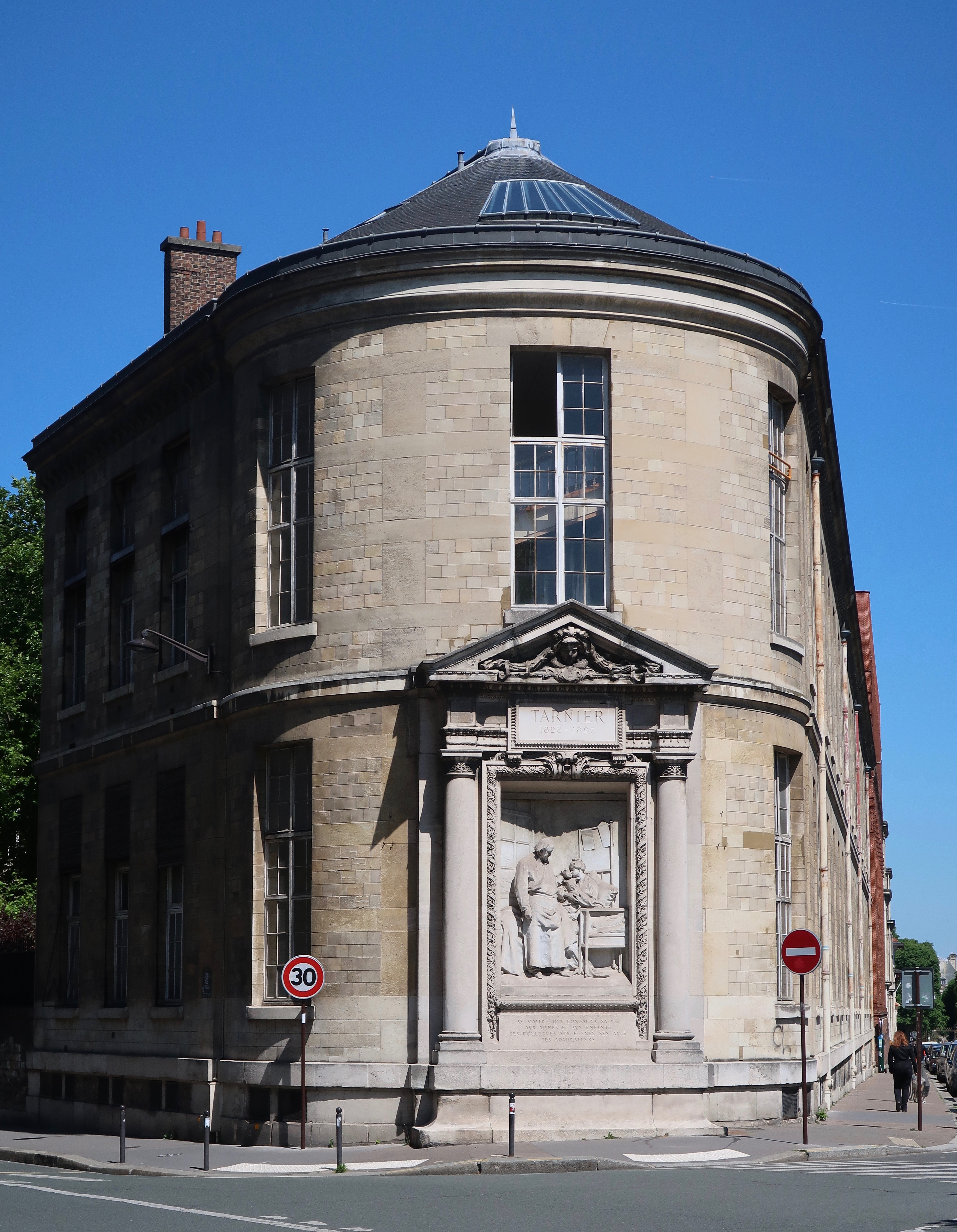
Monument au professeur Tarnier (1905) du sculpteur Denys Puech (1854-1942), à Paris, en 2011.

- Membre de la Société de chirurgie (1865), secrétaire en 1871, président en 1879.
- Membre fondateur de la Société de médecine légale (1868).
- Membre de l'Académie de médecine, section d'accouchement (1872), président en 1891[3].

- Commandeur de la Légion d'honneur (1886)[19].
  -  Officier de la Légion d'honneur (1882)[19].
  -  Chevalier de la Légion d'honneur (1872)[19].

## Hommages
La rue principale d'Arc-sur-Tille où se trouve son ancienne résidence (La Clochette) porte son nom. Au sud d’Arc-sur-Tille une fontaine porte également son nom.
À Paris, un monument lui a été élevé à l'angle de l'avenue de l'Observatoire et de la rue d'Assas, contre le bâtiment de l'ancienne clinique Tarnier, regroupant aujourd'hui les services de psychiatrie et de l'hôpital Cochin ainsi que l'Unité de Recherche Clinique Paris Centre.